# Lokomotiva 380
Lokomotiva řady 380 je třísystémová univerzální elektrická lokomotiva společnosti České dráhy. 20 strojů této řady vyrobila Škoda Transportation (jako tovární typ 109E1; od června 2013 používá výrobce pro typ 109E obchodní název Emil Zátopek); prototypy byly představeny v roce 2008. Lokomotivy mají být vyřazeny z flotily Českých drah po roce 2025, protože se do nich nevyplatí zabudovat systém ETCS. V roce 2025 se kvůli výhradnímu provozu pod ETCS lokomotivy přesunou z prvního na čtvrtý koridor na trasu z Prahy do Českých Budějovic a Lince.

## Vývoj a dodávky pro České dráhy
Již počátkem 90. let, kdy se začaly rýsovat první vize zvyšování rychlosti na československých železnicích, započal ve firmě Škoda vývoj třísystémové lokomotivy s asynchronními motory, s regulací GTO tyristory – typ 103E. Škoda přitom navázala na zkušenosti s funkčním vzorkem 85E – u ČSD v provozu jako řada 169. V roce 1996 byl návrh přepracován, nový typ 109E byl navržen s regulací IGBT. Model lokomotivy od Františka Pelikána byl poprvé veřejnosti představen na výstavě Transport '97 v Ostravě.
V roce 2002 uveřejnily České dráhy záměr nakoupit 20 třísystémových elektrických lokomotiv pro rychlost 200 km/h. Lokomotiva je určena pro dopravu vlaků osobní dopravy zejména na koridorových tratích ve střední Evropě, tedy v Česku, Německu, Rakousku, Polsku, Slovensku a Maďarsku. Do soutěže se tehdy přihlásil Siemens s typem ES64U4-C a konsorcium Bombardier-Škoda s lokomotivou na bázi typu Traxx. V březnu 2003 výběrové řízení skončilo bez vítěze. Do nové soutěže, vyhlášené koncem roku 2003 se přihlásili opět Siemens a Škoda, tentokrát ovšem samostatně, bez spolupráce s firmou Bombardier. Zvítězila nabídka Škody a 9. dubna 2004 byla se Škodou uzavřena smlouva, která vstoupila v platnost 27. prosince téhož roku. Do 30 měsíců měl být vyroben prototyp a do 48 měsíců měl být schválen typ a dodán první kus Českým drahám.
V prosinci 2006 skříň vozidla úspěšně prošla statickou zkouškou podle EN 15227. Pevnostní parametry skříně vozidla podle této normy vyžadují evropské Technické specifikace pro interoperabilitu u nových projektů, změna projektu podle nových požadavků tedy nebyla pro 109E nutná. Exteriér prototypu 380.002 představil výrobce dne 23. července 2008 na zkušební koleji v plzeňském areálu firmy. Prototyp 380.001 byl v září 2008 vystaven na veletrhu dopravní techniky InnoTrans v Berlíně. Lokomotiva 380.002 byla 4. září 2008 přepravena na ŽZO Velim, kde se podrobovala zkouškám. V květnu 2009 byl ve výrobě již 7. kus. Ředitelem realizačního týmu byl Marek Herbst.
První kusy měly být dodány v průběhu roku 2009. Zpočátku měly být testovány na různých tratích a teprve od grafikonu 2009/2010 (od prosince 2009) se počítalo s jejich nasazením v pravidelných turnusech, zřejmě na vlacích EuroCity na I. tranzitním koridoru. Do konce roku 2009 však lokomotivy nebyly předány a za zpoždění dodávek pro České dráhy hrozilo Škodě penále zatím až 200 mil. Kč. Škoda se hájila tím, že zpoždění bylo způsobeno změnou norem v průběhu vývoje a schvalování, a odmítla platit penále.
V září 2010 byla na Innotransu v Berlíně předvedena lokomotiva 380.011. V lednu roku 2011 byl stav takový, že dva kusy jezdily v rámci zkušebního provozu s vlaky osobní dopravy včetně EuroCity, dva s nákladními vlaky, pět kusů bylo na zkušebním okruhu ve Velimi, celkově devatenáct bylo
již smontováno a výroba dvacátého spěla do finále.
V září 2012 stále nebyla završena mezinárodní homologace, lokomotivy byly kompletně dodány až v roce 2013. Spor dospěl k arbitráži, protože České dráhy zpoždění vyčíslily na přibližně tři čtvrtě miliardy, zatímco výrobce nabízí 100 mil. Kč a sám podal žalobu o 216 milionů korun. Arbitráž výrobce vyhrál, České dráhy musely doplatit 1,4 mld. Kč. Jedna lokomotiva tak vyšla na 170 mil. Kč.
V roce 2022 rozhodly České dráhy o vyřazení lokomotiv z flotily po roce 2025, když instalace ETCS se ukázala být neekonomickou. Nabídka ve výběrovém řízení na instalaci činila 44,3 mil. Kč, což byla tehdejší tržní hodnota lokomotivy.

## Technický popis a parametry

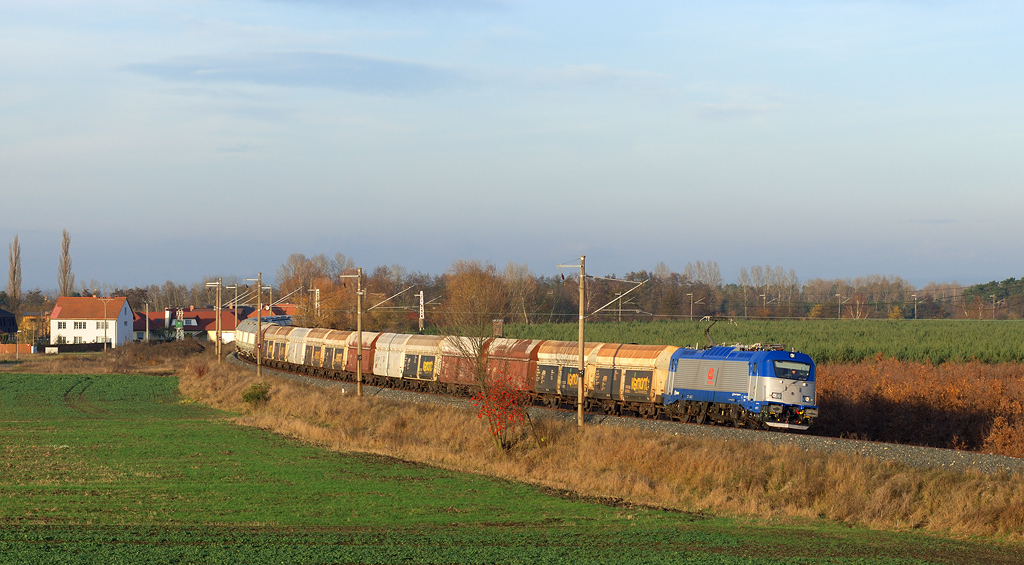
Lokomotiva 380.002-6 s 30 nákladními vozy na Železničním zkušebním okruhu Cerhenice při testech

Lokomotiva řady 380 je určena pro provoz na tratích elektrifikovaných třemi hlavními napájecími systémy používanými ve střední Evropě: střídavé napětí 25 kV 50 Hz, 15 kV 16,7 Hz a stejnosměrné napětí 3 kV. Ve všech třech napájecích soustavách umožňuje rekuperační dynamické brzdění. Možnosti rekuperace se ale často nevyužívá.[zdroj?] Pro případ nemožnosti vracení energie do trakčního vedení je lokomotiva vybavena i brzdovými odporníky.
Podle výrobce vyhovuje lokomotiva přísným limitům rušení nynějších zabezpečovacích systémů. Lokomotiva je osazena několika vlakovými zabezpečovači používanými v ČR i v okolních zemích – MIREL VZ1 v03 pro ČR, Slovensko a Maďarsko (uvažuje se rovněž o použití ETCS STM modulu LS 06 po jeho schválení), LZB 80E spolu s integrovaným modulem PZB 90 pro Německo a Rakousko a SHP EDA3 pro Polsko. Do budoucna se počítá s použitím jednotného evropského zabezpečovacího systému ETCS.
Lokomotiva má být schválena pro maximální rychlost 200 km/h. Maximální výkon je 7,2 MW.
Při výrobě byly použity některé technologie obvyklé u závodních automobilů, například vláknové kompozity pro duté hřídele nebo hliníkové brzdové kotouče.
Lokomotiva je konstruována na dnešní nároky protipožární bezpečnosti (samohasicí zařízení, odolná stěna mezi kabinou a strojovnou). Deformační zóny by měly zachovat prostor kolem strojvůdce i při nárazu při rychlosti 110 km/h do cisternového vozu o hmotnosti 15 tun, deformační díly lokomotivy jsou vyměnitelné.
Lokomotiva není vybavena zabezpečovačem ETCS, bez kterého nemůže jezdit po tratích vyžadujících toto vybavení lokomotivy. České dráhy musely v dubnu 2020 zrušit soutěž na vybavení tohoto typu lokomotiv zabezpečovačem ETCS z důvodu jediného zájemce a vysoké ceny rovnající se hodnotě lokomotiv.

## Zkušební provoz

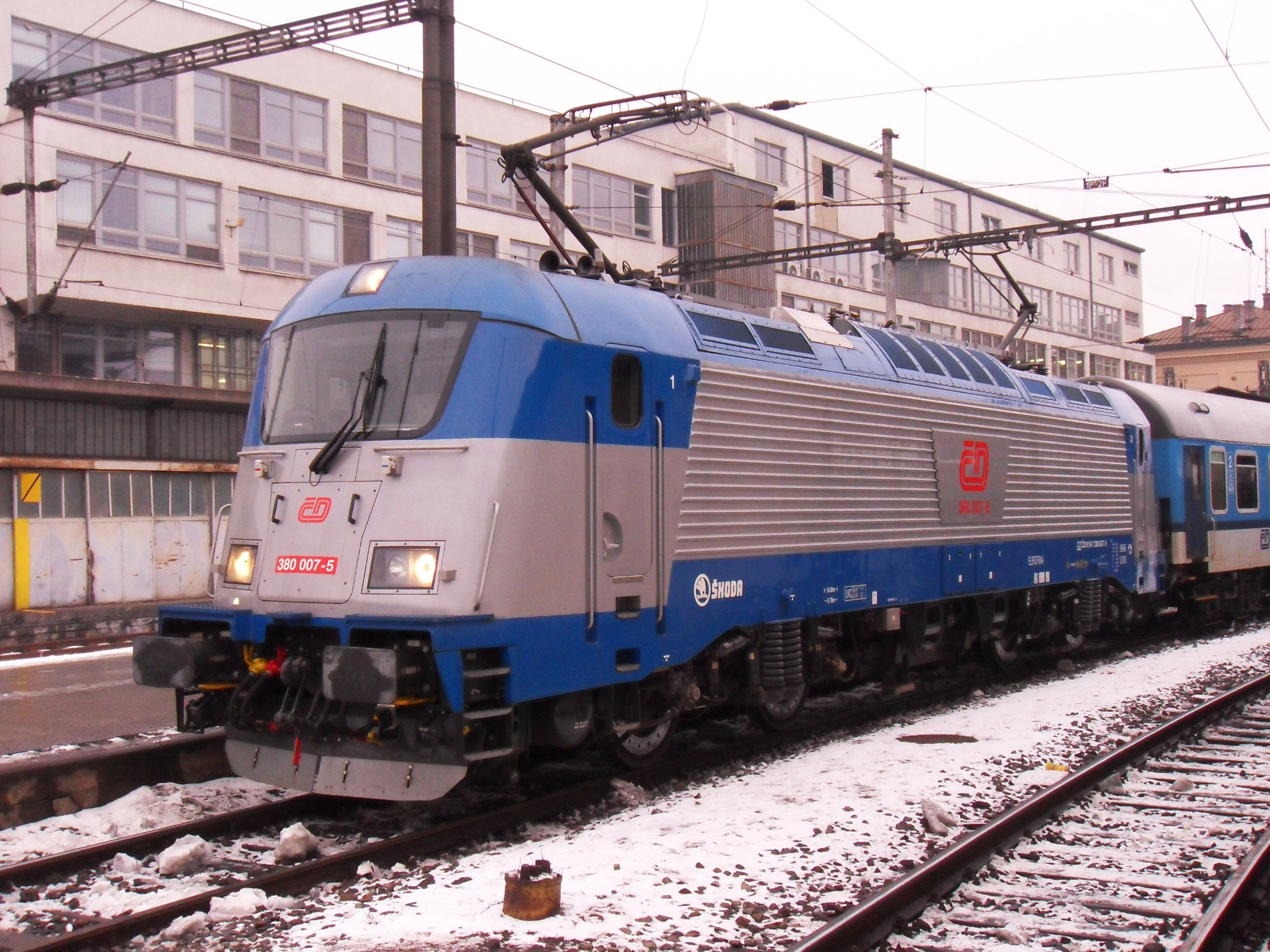
Lokomotiva 380.007 v čele osobního vlaku na brněnském hlavním nádraží

Rozhodnutím Drážního úřadu č.j. DUCR-25487/10/Kv ze dne 19. května 2010 byly stanoveny podmínky pro zkušební provoz bez cestujících lokomotiv 380.007 a 380.008. Zkušební provoz byl povolen do 31. prosince 2010. V prvních týdnech zkušebního provozu byla lokomotiva nasazována převážně na trati Plzeň – Beroun – Praha pod hlavičkou nákladního dopravce ČD Cargo. V noci z 8. na 9. srpna 2010 byla lokomotiva 380.008 v čele kontejnerového vlaku přesunuta z Čech na Ostravsko, kde měla od 9. srpna 2010 pod SOKV Ostrava jezdit na vozebních ramenech Petrovice u Karviné – Břeclav, Ostrava – Brno, Ostrava – Horní Lideč, Ostrava – Třinec a zpět, uzel Ostrava.
Od 23. srpna 2010 probíhaly též zkušební jízdy s měřícím vozem rychlostí až 176 km/h. 23. srpna byly nasazeny stroje 380.005 a 380.006 spolu s měřicím vozem VÚŽ a vozem ČD řady Bmz na zkušební jízdy v úseku Pardubice – Choceň, v dalších dnech probíhalo měření v dalších úsecích. Od 5. října byl stroj 380.005 nasazován též na poštovní vlaky Ostrava – Praha a zpět.
Do provozu v osobní dopravě byla poprvé zařazena lokomotiva č. 380.008, když dne 15. prosince 2010 vedla vlak EuroCity 171 Hungaria v trase Praha – Břeclav. Od 16. prosince 2010 byl pro dvě lokomotivy této řady vytvořen oběh, který zahrnoval vozbu vlaků EC/IC/R na rameni Praha – Břeclav. Lokomotivy v tomto oběhu jezdily pod DKV Praha, PJ Vršovice
15. března 2011 začaly testy rušivých proudů v Rakousku, na trati mezi Břeclaví a Hohenau s lokomotivou 380.004. Je to poprvé, kdy se lokomotiva této řady pohybovala na území Rakouska vlastní silou. 19. května byla tato lokomotiva rakouskými úřady zabavena.
V druhém pololetí roku 2011 se mimo lokomotivy č. 005, 007 a 008 objevily na vlacích s cestujícími také stroje 380.012 a 380.014, oběh byl rozšířen i o ramena Praha – Bohumín a Bohumín – Břeclav. 
Od počátku nového jízdního řádu pro rok 2012 byl schválen zkušební provoz pro 15 lokomotiv. Od ledna 2012 jezdilo v osobní dopravě 10 lokomotiv, a to č. 005, 007, 008, 009, 011, 012, 013, 014, 016 a 019.
Od 24., respektive 25. ledna 2012 byly do oběhu zařazeny lokomotivy 380.010 a 380.015.
20. března byla do oběhu dosazena 380.004.

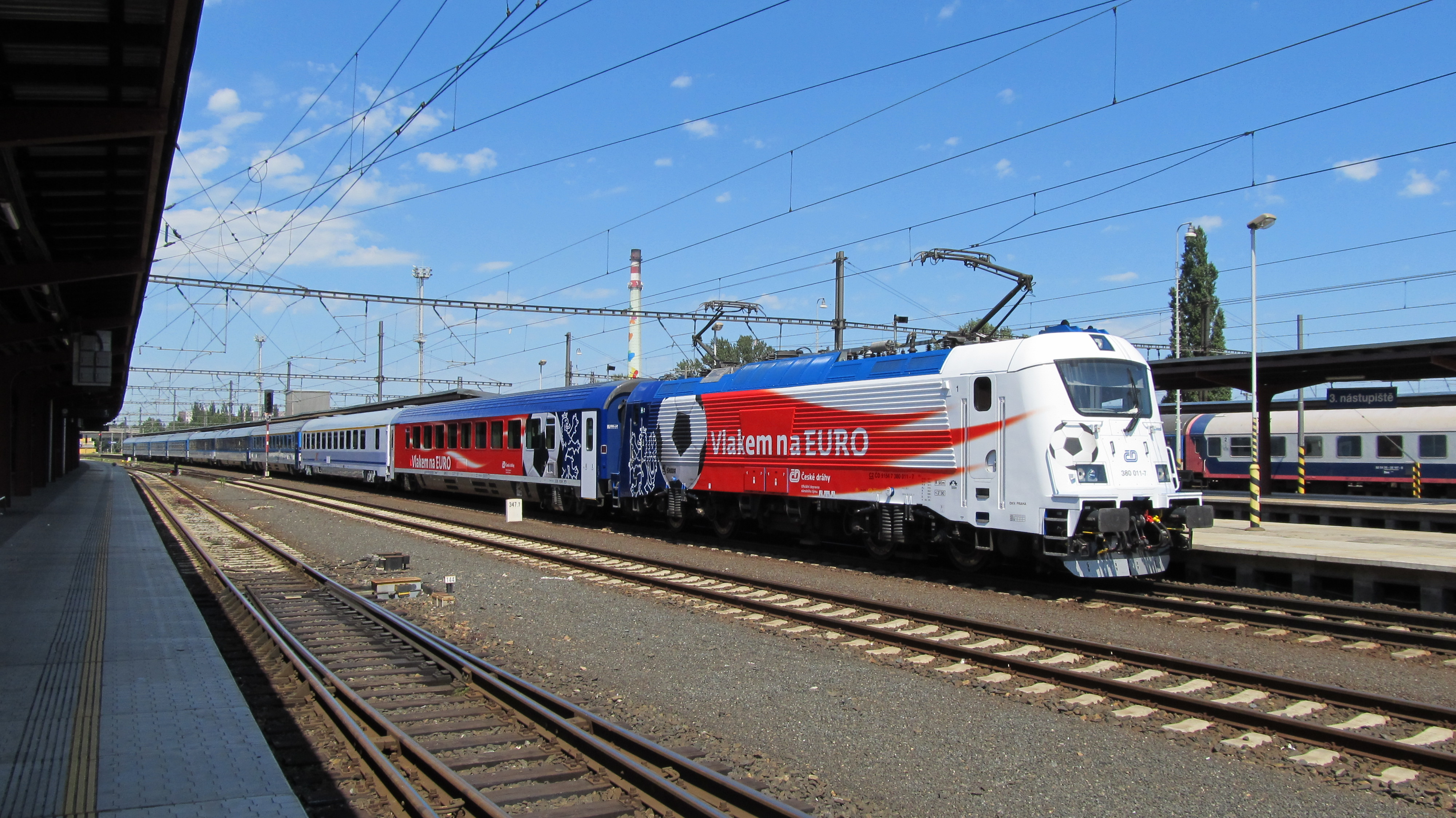
Lokomotiva 380.011 v nátěru pro kampaň Vlakem na EURO

V průběhu roku 2012 probíhaly zkoušky těchto lokomotiv v zahraničí, zejména v Německu a Polsku, kde se očekávalo schválení v brzké době. Lokomotiva 380.011 byla opatřena reklamním polepem propagujícím fotbalové EURO v Polsku. Stejným polepem měla být opatřena i 380.020, která měla být schválena pro provoz v Polsku, ale schválení toho roku neproběhlo.
Od první změny GVD (od 10. června) byl provoz rozšířen o obsluhu vlaků mezi Prahou a Ústím nad Labem, především rychlíky Praha – Cheb jezdící v tomto úseku v prokladu s EuroCity do Německa. Předtím byla vozba těchto vlaků na lokomotivách řady 150. Zároveň byla do oběhu zařazena lokomotiva 380.003, tedy v oběhu byly lokomotivy 003, 004, 005, 007, 008, 009, 010, 011, 012, 013, 014, 015, 016 a 019. Od října 2012 nebyly lokomotivy řady 380 v tomto oběhu po určitou dobu nasazovány v souvislosti se zavedením vlaků D1 Express mezi Prahou a Brnem.
Od 4. října 2012 začaly lokomotivy čísel 009 a 013 vozit dva páry vlaků D1 Express mezi Prahou a Brnem a byly opatřeny polepy propagujícími tyto spoje.
Dne 18. dubna 2013 bylo oznámeno, že lokomotiva dostala celoevropský schvalovací certifikát od německé EBC, který je základem pro schválení k provozu v okolních zemích.
K definitivnímu schválení řady 380 pro provoz po českých kolejích došlo ke konci zkušebního provozu v červnu 2013, 27. června 2013 byla za kmotrovství Dany Zátopkové pojmenována Emil Zátopek.
V květnu 2014 ČD oznámily, že budou spolupracovat s DB na lince Praha – Hamburk, a to na deset let od prosince 2015, a počítají zde s nasazením lokomotiv řady 380.

## Provoz
V GVD 2013/14 byly lokomotivy nasazovány především s vlaky EC na tratích Praha – Vídeňské Nové Město, Praha – Vsetín – Žilina, Bohumín – Břeclav a s párem IC 560/561 zajížděly i do Starého Města u Uherského Hradiště. V průběhu roku 2014 byla část lokomotiv uvolněna z vídeňské trati díky zkušebnímu provozu jednotek railjet. Po úspěšném schválení v Maďarsku pak byly na podzim poprvé zahájeny zkušební jízdy těchto lokomotiv na páru vlaků EC 272/273 Avala v úseku Praha – Budapešť. Zároveň byla jedna lokomotiva používána na vozbu vnitrostátních vlaků v Maďarsku. Na těchto vlacích probíhalo zaškolování slovenských a maďarských strojvedoucích na nové lokomotivy.[zdroj?]
Od 14. prosince 2014, se zahájením nového grafikonu, byly lokomotivy řady 380 nasazovány na pět párů vlaků EC na budapešťské trati. Zbytek vlaků tak stále vozily již čtyřicetileté slovenské stroje řady 350. Další stroje byly používány k vedení vlaků vyšší kvality na trati do Žiliny (nově spolu s řadou 361) a dálkových vlaků přijíždějících z Polska v úseku Bohumín – Břeclav – Vídeň. Do budoucna se počítalo s využitím ostatních lokomotiv na trase do Drážďan, Berlína a Hamburku (místo již nevyhovující řady 371). Certifikace pro provoz v Německu byla typu udělena v květnu 2015. Avšak německý správce infrastruktury DB Netz nepovolil pro tuto řadu rychlost vyšší, než 120 km/h kvůli neprověřenému vlivu na mostní konstrukce, byla zde obava z rezonancí, které by průjezd souprav tažených touto lokomotivou mohl způsobovat. ČD se proto rozhodly pro vozbu vlaků do Hamburku pronajmout si lokomotivy, které mohou být v Německu provozované rychlostí (nejméně) 200 km/h bez omezení.
Ke 100. výročí vzniku Československa České dráhy upravily nátěr lokomotivy 380.004 do národních barev.

## Nehody
Dne 27. června 2024 byla fatálně poškozena lokomotiva 380.004 při střetu s autobusem na želeničním přejezdu nedaleko Nových Zámků na Slovensku. Stroj v danou chvíli jel na spoji EC 279 z Prahy do Budapešti a po nárazu začal hořet, požár kompletně zničil stanoviště strojvedoucího. Lokomotiva byla po nehodě odtažena do Břeclavi a následně do domovského depa v Praze - Vršovicích, kde došlo k rozhodnutí stroj zrušit.
V noci ze 3. na 4. května 2025 došlo k nehodě ve vršovickém depu, při které lokomotiva 380.017 s polepem Komety Brno spadla do tamní točny. Při nehodě byl s velkou pravděpodobností poškozen rám a transformátor lokomotivy. Stroj čeká na definitivní rozhodnutí Českých drah, zda ho půjde ekonomicky opravit či půjde o druhou zrušenou lokomotivu této řady.